# Rój (Żory)
Rój – część miasta oraz dzielnica Żor o charakterze podmiejskim, głównie o zabudowie jednorodzinnej, położona w południowo-zachodniej części miasta, przy drodze wojewódzkiej nr 932 łączącej Wodzisław Śląski i Żory. 
Od zachodu graniczy z Świerklanami zaś wschodu i północy z dzielnicami Żor Rogoźną i Rowniem-Folwarkami. Rój (a zarazem miasto Żory) posiada niewielką eksklawę Lasów Judasza (na planie miasta określana jest jako Judosz) po zachodniej stronie Autostrady Bursztynowej (A1), zawierającą kilka domostw; łączy ją z Żorami ulica Rajska wiodąca wiaduktem nad autostradą, którą na krótkim odcinku przecina terytorium gminy Świerklany.
Dzielnica liczy ok. 4500 mieszkańców. Znajduje się w niej klub piłkarski LKS Rój.

## Położenie
Miejscowość Rój jedna z dzielnic Żor leży na terenie województwa śląskiego w centralno-zachodniej części Rybnickiego Okręgu Węglowego. Wokół Roju położone są większe miasta: Rybnik, Wodzisław Śląski, Jastrzębie, Pszczyna. Dzielnica posiada korzystne położenie komunikacyjne leży przy zjeździe z autostrady A1 na odcinku Gliwice-Gorzyczki (węzeł Świerklany), blisko przebiega droga krajowa nr 81. Natomiast przez Rój przebiega droga wojewódzka nr 932, która biegnie z Żor do Wodzisławia Śląskiego. Obszar Roju usytuowany jest w obrębie Płaskowyżu Rybnickiego pomiędzy dorzeczem Odry i Wisły. Rzeźba terenu jest dosyć urozmaicona, krajobraz składa się z niewielkich dolin i pagórków. Rój otoczony jest dużą ilością lasów. 

## Nazwy geograficzne dzielnicy
Nazwa pochodzi od polskiej nazwy pszczelej rodziny roju. Do grupy śląskich miejscowości, których nazwy wywodziły się od tego słowa - "von róy = Bienenschwarm" zaliczył ją niemiecki nauczyciel Heinrich Adamy. W swoim dziele o nazwach miejscowych na Śląsku wydanym w 1888 roku we Wrocławiu wymienia najwcześniejszą nazwę miejscowości w staropolskiej formie "Róy" podając jej znaczenie jako "Bienenzuchterdorf" - "Wieś hodowców pszczół".
Bartok - kolonia z budynkami mieszkalnymi z przydomowymi ogródkami oraz zagajnikami leśnymi. Kiedyś obszar ten należał do majątku ziemskiego. Utrzymała się nazwa dzierżawcza od stróża majątku Bartka (w latach 70. wybudowano na tym terenie m.in. KWK Świerklany)
Bażanciarnia - wydzielona część lasu Klajok, gdzie prowadziło się hodowle bażantów. Nazwa pochodzi od słowa bażant.
Brodek - południowo-zachodnia część Roju. Znajdują się tam domy oraz duży obszar pól uprawnych. Nazwa dzierżawcza pochodzi od staropolskiego imienia Brodek. W czasach historycznych osada nazywała się: 1300-Brodek, 1415 von Brodek, 1492 z Brodku. Nazwa topograficzna wywodzi się od podstawy bród.
Brodeczek - las o powierzchni około 80 hr. Jest to las mieszany (sosna, świerk, dąb, brzoza). Ze zwierząt spotkać można sarnę, zająca, kunę leśną.
Grobla - naturalne podłużne wzniesienie w dolinie małej rzeczki (bez nazwy) przy ul. Wodzisławskiej.
Judosz - łąki i ogródki działkowe przy ulicy Boguszowickiej 
Klajok - las mieszany (czeremcha, dąb, buk, sosna, świerk); ze zwierząt występują: dziki, sarna, lis, zając, kuna leśna, myszołów.
Kuczerok - mały staw. Nazwa pochodzi od nazwiska właściciela.
Lasoki - kolonia otoczona lasem Klajok. Nazwa topograficzna
Papierok - staw, kiedyś ośrodek młynarstwa, obecnie zbiornik wodny. Nazwa nie wyjaśniona
Rajszczok - las mieszany o powierzchni około 3.000 ha. Nazwa wywodzi się od nazwy Rój
Rosohocz - południowa część lasu Rajszczok. Nazwa topograficzna – rosochate drzewo.
Starowieś - najstarsza część wsi, położona nad małą rzeczką (bez nazwy). Nazwa kulturowa - najstarsza część wsi.

## Historia
Miejscowość po raz pierwszy wymieniona jest w księdze uposażenia biskupów wrocławskich z ok. 1305 r. w szeregu wsi położonych w okolicy Żor i Wodzisławia (ville circa Zary et Wladislaviam), zobowiązanych do płacenia dziesięciny biskupstwu we Wrocławiu, w postaci Ray.
Pisownie taką spotykamy jeszcze w dokumentach z 1654 i 1679 roku, ale już w następnym stuleciu miejscowa ludność wymawia ją jak Roj, co też niebawem przeszło w Rój. W połowie XVIII wieku na polecenie władz pruskich, Rój zafundował sobie pieczęć wiejską. Podobnie postąpiły i inne miejscowości śląskie. Owe pieczęcie ludności zwała wtedy "sekretami gromadzkimi". W jej polu nie umieszczono wówczas godła państwowego. Zebranie wiejskie, czyli tzw. Gromada obierała sobie natomiast jakiś wizerunek, który najczęściej nawiązywał do nazwy miejscowości, zajęcia jej mieszkańców lub też np. topografii. Rozwiązanie takie było bardzo praktyczne, bo niepiśmienni włościanie po odcisku sekretu z łatwością rozpoznawali wystawcę dokumentu. Obmyślając swój znak (herb) mieszkańcy Roja przekonani byli, że nazwa ich osady ma związek z pszczelim rojem. Nie zastanawiając się długo obrano za swój znak herb XVIII-wieczny: słomiany ul i unoszące się wokół niego pszczoły. Tak utrwalono błędne przekonanie o pochodzeniu nazwy wsi. Pierwsze wzmianki o Roju pochodzą z trzynastowiecznych dokumentów. Pierwotnie był związany z Księstwem Raciborskim, następnie przez krótki okres z Księstwem Opolskim. Od 1500 r. Rój należał do rodziny Głogowskich z Głogowa, a potem od 1511 r. do von Widonów, a następnie od 1679 r. do Kaminskich. W XVIII wieku właścicielem tejże miejscowości został hrabia węgierski, od którego nabył ją rząd pruski. Rój należał wówczas do rybnickiego państwa stanowego. 
Na rozparcelowanych w XIX w. gruntach dworskich powstała część wsi nazwana nowym Rajem. Mimo pięknej nazwy wieś w tym wieku nie miał dobrej sławy, z powodu grasującej tu około 1840 r. „bandy”, która dobrała się nawet do rybnickiej kasy miejskiej wyłamawszy 14 zamków. Mówiono więc, jak pisze kronikarz Idziowski, „Przez Rój trzeba jechać galopem, żeby koniom podków nie pokradli”. Jeszcze przez wiele lat pojawiały się owe problemy związane z grabieżami i bijatykami. Przyczyn tych problemów należało szukać jednak nie w samych ludziach, a w miejscu położenia wsi i panującej w niej biedoty.

### Majątek ziemskiBrodek
Położony w Roju majątek państwowy Brodek po raz pierwszy został przeznaczony do rozparcelowania w 1921 r. Proces ten powtórzono w 1934 r. Po parcelacji pozostał tylko ośrodek, na który złożyło się około 50 ha gruntu i część zabudowań dworskich, Z powodu braku nabywców przy poprzednim rozparcelowaniu ziemi w 1934 r. rząd postanowił ułatwić ich zakup stanowiąc wymóg 10% zaliczki, natomiast resztę ceny rozkładano aż na 30 lat. Ponieważ cena gruntu wynosiła od 300 zł do 1500 zł za hektar, a łąk do 200 zł za hektar, niejeden bezrobotny miał możliwość zakupu ziemi i utworzenia własnego warsztatu pracy

### Marsz śmierci
Mimo okrucieństw II wojny światowej jakie dotknęły gminę Rój, krótko przed wyzwoleniem w okresie od 17 do 21 stycznia 1945 r. wieś przeżyła jeszcze jedną tragedię. Była ona naocznym świadkiem „Marszu śmierci”, czyli przeprowadzenia więźniów z obozu w Oświęcimiu i Polenlagru w Czechowicach przez Pszczynę - Żory - Wodzisław Śląski skąd koleją transportowano ich dalej na Zachód. Około 25.000 więźniów przeprowadzono drugim wariantem trasy z Oświęcimia przez Pszczynę - Jastrzębie-Zdrój do Wodzisławia. Więźniowie prowadzeni byli pod eskortą hitlerowców w lichych odzieniach, głodni i wyczerpani. W granicach dzisiejszych Żor wachmani zastrzelili 47 osób, nie będących w stanie kontynuować marszu. Po przejściu transportu mieszkańcy Roja zabrali na odcinku Rogoźnej do Świerklan 24 ciała i pochowali je we wspólnej mogile na terenie Piaskowni, u zbiegu szosy i drogi prowadzącej do Osady Kolonia Brodek. 
Wkrótce po wojnie miejscowe społeczeństwo wzniosło na mogile okazały pomnik - nagrobek z epitafium, który poświęcono 1 września 1945 r. Spośród zbrodni dokonanych przez SS na ewakuowanych więźniach oświęcimskich w trakcie ich przemarszu przez Rój, w pamięci tutejszych mieszkańców najbardziej utkwiła zastrzelenie dwóch więźniarek, matki i córki, przed miejscową szkołą (budynkiem określonym obecnie jako „stara szkoła”). Pierwszą zabito matkę. Córka z płaczem przypadła do leżącego na ziemi ciała zabitej, nie chcąc go opuścić. Drugim strzał ugodził dziewczynę, nie spowodował jednak natychmiastowej jej śmierci. Długo jeszcze błagała o pomoc lub dobicie. Obawa przed represjami ze strony hitlerowców sprawiły, iż nikt nie odważył się pospieszyć jej z pomocą.
19 kwietnia 1958 r. specjalna ekipa przeprowadziła ekshumację zwłok i pomimo sprzeciwu ze strony społeczeństwa (m.in. przewodniczącego Gromadzkiej Rady Narodowej Alojzego Kolona i przewodniczącego Frontu Jedności Narodu Alojzego Pustelnika) wywiozła je z Roja do innego zbiorowego grobu, przypuszczalnie do Gliwic. Ślad po tutejszej mogile stanowią dwie brzozy, które kiedyś przy niej zasadzono jako symbol matki i córki, które poniosły tu śmierć. Przed budynkiem Przedszkola nr 17 (znanym też jako "stara szkoła") znajduje się pomnik upamiętniający ofiary Marszu Śmierci. Co roku, w okolicach Dnia Zadusznego, dzieci i młodzież z tutejszej szkoły i przedszkola zapalają znicze pod pomnikiem.